# Jinki (era)
La Era Jinki (神亀?) fue una era japonesa (年号 nengō?) posterior a la era Yōrō y anterior a la Era Tenpyō. Tuvo lugar entre los años 724 y 729. el emperador reinante fue Shōmu-tennō (聖武天皇?).

## Cambio de era
- Jinki gannen (神亀元年?); 724: La era comenzó en Yōrō 8, el cuarto día del segundo mes (724 d. C.).[2]

## Eventos en la era Jinki
- Jinki 4 (727): El emperador envía comisionados a todas las provincias para examinar a los gobernadores y la conducta de todos los funcionarios públicos.[3]
- Jinki 5 (724): La corte recibe a un embajador procedente de Corea.[4]